# Quiché (språk)
Quiché är ett språk som tillhör språkfamiljen mayaspråk. Det talas i Guatemala av omkring 7% av befolkningen och är landets näst största språk (efter spanska). Språket talas av cirka 1,9 miljoner människor.
Språket skrivs med latinska alfabetet. Språkmyndigheten ansvarig för quiché är Academia de Lenguas Mayas de Guatemala (ALMG).
Quiché är har erkänts som ett nationalspråk i Guatemala men inte som ett officiellt språk.
UTZ-certificaten har fått sitt namn från en fras på quiché: utz kapeh ("bra kaffe").

## Fonologi

### Konsonanter
|             |             | Bilabial | Alveolar | Postalveolar | Palatal | Velar | Uvular | Glottal |
| ----------- | ----------- | -------- | -------- | ------------ | ------- | ----- | ------ | ------- |
| Nasal       | Nasal       | m        | n        |              |         |       |        |         |
| Klusil      | Norm.       | p        | t        |              |         | k     | q      | ʔ       |
| Klusil      | Ejek.       | p'       | t'       |              |         | k'    | q'     |         |
| Klusil      | Impl.       | ɓ        |          |              |         |       |        |         |
| Affrikat    | Norm.       |          | t͡s       | t͡ʃ           |         |       |        |         |
| Affrikat    | Ejek.       |          | t͡s'      | t͡ʃ'          |         |       |        |         |
| Frikativ    | Frikativ    |          | s        |              | ʃ       |       | χ      | h       |
| Tremulant   | Tremulant   |          | r        |              |         |       |        |         |
| Lateral     | Lateral     |          | l        |              |         |       |        |         |
| Approximant | Approximant | w        |          |              | j       |       |        |         |

Källa:

### Vokaler
|              | Främre | Central | Bakre |
| ------------ | ------ | ------- | ----- |
| Sluten       | i      |         | u     |
| Mellansluten | e      |         | o     |
| Öppen        |        | a       |       |

Källa: